# Afronurus yoshidae
Afronurus yoshidae is een haft uit de familie Heptageniidae. De wetenschappelijke naam van de soort is voor het eerst geldig gepubliceerd in 1924 door Takahashi.
De soort komt voor in het Palearctisch gebied.